# ウラル-5323

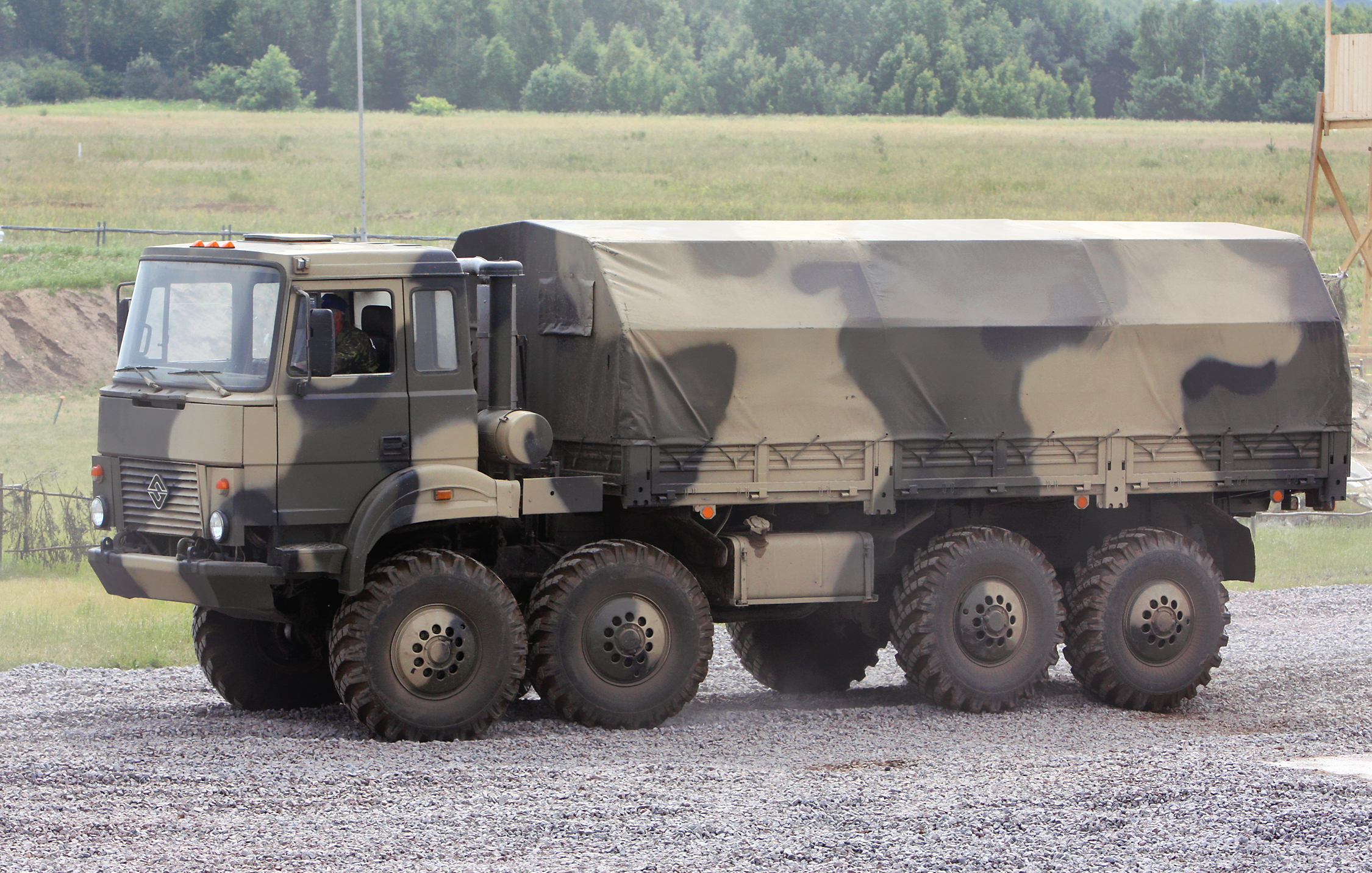
ウラル-5323

ウラル-5323（ロシア語: Урал-5323、英語: Ural-5323）は、8x8のオフロード大型軍用トラックである。設計・製造は、ソビエト連邦（現在のロシア連邦）のミアスに所在するウラル自動車工場が担当する。1989年から製造が開始された。

## 概要
ウラル-5323-20は8x8という車軸配置により不整地の走破性に優れ、最大10トンまでの貨物を積載することができ、あわせて全重量16トンまでのフルトレーラーを牽引可能である。トラクタートラック型のウラル-542301/02は、全重量28トンまでのセミトレーラーを牽引可能である。無給油で1,000km走行できるだけの燃料タンク容量を備える。
軍用のほか、民間でも石油・ガス掘削業者や林業産業によって使用されている。
ウラル-5323のプラットホームは、以下の兵器に使用された。
- 高射ミサイル砲複合車両 パーンツィリ-S1 試作車（量産車はKAMAZ-6560トラックを使用）[1][2][3]
- 防空ミサイルシステム 9K331M 用レーダー指揮車両「トールM1TA」[2][3]
- 自走榴弾砲 2С21 の実験サンプル[4][5][6]
- 自走榴弾砲 Пат-К の試作車[6]
- 浮橋 ПП-91[7][8] 及び ПП-91М (ПП-2005)[7][9] の運搬車両

製造開始から2000年以前まではKAMAZ製キャビンを使用していたが、シャシとの組み合わせが悪く、製造ラインの効率が良くなかった。2000年以降はイヴェコ（この時にイヴェコとウラル自動車工場の合弁会社が設立されている）製キャビンを使用することとなり、量産性が高まった。

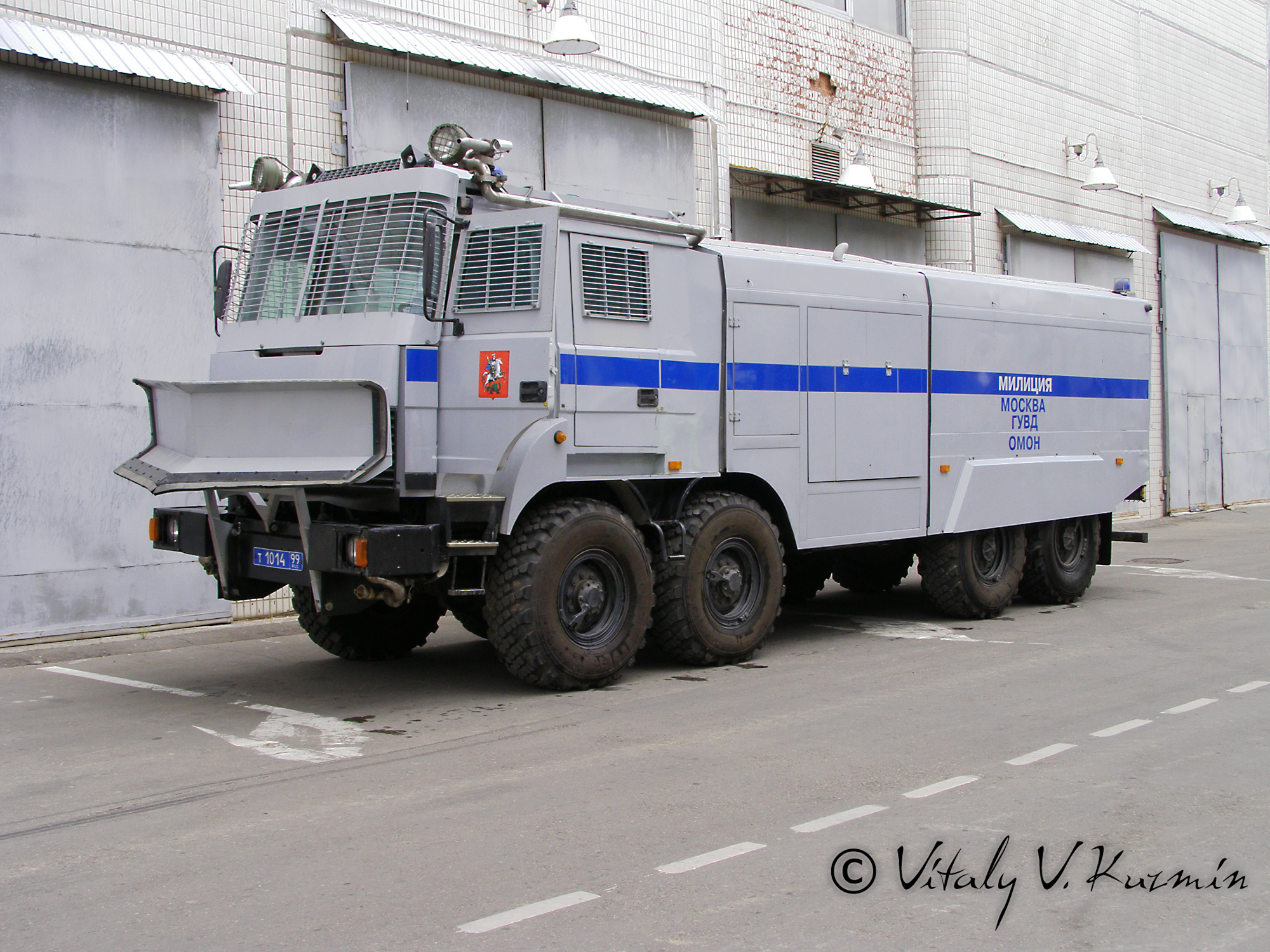
モスクワの特別任務民警支隊（OMON）保有の、ウラル-5323ベースの暴動鎮圧用放水車

軍用バージョンと民間バージョンでは前照灯の取り付け位置が異なり、軍用ではキャビン前側に取り付けられているが、民間用ではバンパー内に埋め込まれている。

## 主要諸元
- 有効搭載量：12t
- 車輪数：8x8
- サスペンション：独立懸架リーフスプリングサスペンション
- エンジン：YaMZ-238B type - V8 ターボディーゼル、ohv, 排気量14,866cc
- 出力：300hp(220kW) @ 2,000rpm
- トルク：885lb・ft(1,200N・m) @ 1,200-1,400rpm
- 変速機：8x2速 locking transaxle differential
- 軸距：2.75m+1.4m
- 荷台の大きさ：5.68m x 2.33m x 1m
- 操作性：
  - 旋回半径 26m
  - 最大登坂角 31°
  - 降坂角：20°
- 車高：0.4m

overcome ford：3ft 11in, overcome trench 3'11". Brakes：drums, with air-hydraulic control. 
- 全備重量：47,245 lb (21.43t)
- 牽引重量：16t
- 燃料タンク：79.3+55.5gal
- タイヤ：14.00-20 146G
- タイヤ空気圧調整装置
- 空気圧：調整あり